# Gamla lasarettet i Jönköping

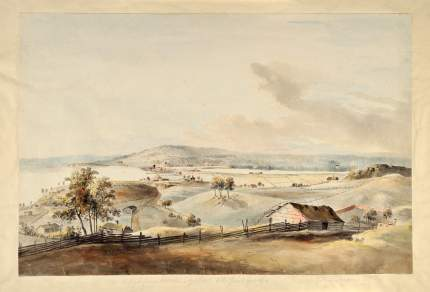
Västra Jönköping, sett från Dunkehalla på 1790-talet. Lasarettet ligger något vänster om mitten av bilden. Akvarell av Jonas Carl Linnerhielm.

Gamla lasarettet i Jönköping var en byggnad på Talavid i Jönköping, som uppfördes på 1770-talet  och som var stadens äldsta lasarett.
Den äldsta kända vårdinrättningen i Jönköping låg i Hospitalsgården, som grundades på 1500-talet. Den var stadens spetälskehem och senare hem för psykiskt sjuka och fattighjon, och hade förlagts nära Talavid strax väster om staden, där Junebäcken mynnar i Vättern. 
Jönköpings lasarett byggdes som ett stort tvåvånings trähus vid landsvägen till Falköping (nuvarande Västra Storgatan), mitt emot Hospitalsgården. 
När hospitalet lades ned 1825, övertogs dess byggnader av lasarettet.
Det gamla lasarettet ersattes 1877 av ett nytt lasarett, senare benämnt Jönköpings läns centrallasarett. Detta byggdes vid Barnarpsgatan mellan Oxtorgsgatan och Kungsgatan på Väster.
Under de sista åren som sjukhus, fram till 1883, användes den ursprungliga lasarettsbyggnaden som Jönköpings epidemisjukhus. Efter det att epidemisjukhuset 1883 flyttat in i en ny byggnad snett över Västra Storgatan, såldes lasarettsbyggnaden till Jönköpings Maskinduksväveri AB och flyttades till östra stranden av Munksjön på Kålgården. Byggnaden fick namnet Sjögården. Den revs på 1980-talet för uppförande av flerbostadshus på Kålgården.